# 30 Rock (7.ª temporada)
A sétima temporada de 30 Rock, uma série de televisão norte-americana de comédia de situação exibida pela rede de televisão National Broadcasting Company (NBC), teve o seu início a 4 de outubro de 2012 e fim em 31 de Janeiro de 2013. A 10 de maio de 2012, a NBC anunciou que renovou 30 Rock para uma sétima e última temporada composta por treze episódios.

## Produção e desenvolvimento
Em Julho de 2011, Alec Baldwin, estrela principal e produtor do seriado, sugeriu que a sexta temporada de 30 Rock poderia ser a sua final, citando contratos expirantes em 2012. No entanto, mais tarde mudou de ideias, indicando que não só participaria de uma possível sétima temporada, como também chegando ao ponto de oferecer vinte por cento do seu salário à NBC para ajudar a custear ainda uma oitava temporada. Porém, em Abril de 2012, ele causou confusão com uma mensagem ambígua publicada no Twitter sobre deixar a NBC, mas logo foi esclarecido que se referia a uma frustração devido a uma equipa de filmagem do programa de televisão Today. Por volta desta altura, Tina Fey especulou que o fim do seriado era "visível no horizonte," enquanto Baldwin e a NBC discutiam a continuação do mesmo. Após um período de incerteza, em Maio de 2012, a NBC confirmou oficialmente a renovação de 30 Rock para uma sétima e última temporada encurtada de treze episódios, que seria transmitida entre Setembro de 2012 e Janeiro de 2013. Vários analistas de televisão viram esta decisão como um gesto de respeito a Fey e ao legado do programa na rede.
A 12 de junho, Robert Carlock disse à Entertainment Weekly: "Este é um programa que não tende a ir em silêncio para a noite. O desafio no próximo ano será fazer justiça a todos os personagens e colocar todo mundo no lugar certo." Quando questionado por um leitor da revista TV Guide se Jack Donaghy iria ter novas namoradas agora que está divorciado, o jornalisto Adam Bryant respondeu: "Muitas! O recentemente divorciado pai solteiro irá comandar o campo neste ano. 'Ele chega à conclusão de que não pode ser satisfeito por uma mulher, então há um episódio em que ele faz o que chama de Great Escape-ando."

## Elenco e personagens
O produtor Robert Carlock disse à Entertainment Weekly em junho que gostaria que uma série de actores fizessem participações em 30 Rock: "Devon Banks (Will Arnett) tem que trazer a sua cabeça repulsiva outra vez. Eu quero trazer Michael Sheen de volta como Wesley Snipes. Eu adorei-o tanto. [...] Todos os anos nós dizemos que vamos ter Tim Meadows no programa. Neste ano, nós temos que solucionar isso." O The New Yorker informou em maio de 2012 que Pat Kiernan iria filmar um episódio da série. Matt Hubbard, o argumentista do episódio em que ele aparece, disse que Kiernan é "provavelmente o catalisador para Liz Lemon." Maulik Pancholy anunciou em agosto de 2012 que estava a abandonar o elenco da série Whitney para regressar para o de 30 Rock. Em uma entrevista com a revista televisiva TV Guide no fim desse mês, Tina Fey revelou que Catherine O'Hara e Bryan Cranston iriam fazer participações na temporada: "Nós vamos conhecer [a família] de Kennth.", disse ela. O'Hara irá interpretar a mãe de Kenneth, e Cranston irá interpretar o amigo dela, de nome Ron. Em uma entrevista com a Entertainment Weekly no fim de setembro, Fey revelou que Matthe Broderick iria voltar para a série para repetir o seu papel de Cooter Burger: "Matthew Broderick [irá] repetir o papel que ele interpretou há seis anos como Cooter Burger... ele foi tão engraçado." Na entrevista, ela também deu mais nomes de participações especiais: "Quem mais irá aparecer? Esperançosamente Elaine Stritch. Esperançosamente Dean Winters [e] Will Arnett... Eu espero Michael Sheen. Espero que possamos encontar uma razão para trazer de volta Michael Sheen como Wesley Snipes." Em uma outra entrevista com Janine Brady, da NBC Universal Direct, ela adicionou o nome de Kellan Lutz. Em uma entrevista com o Broadway World, Anita Gillette disse que poderia vir a retornar para o seriado no episódio final: "Don Scardino disse-me que iríamos todos estar no fim, mas isso é tudo o que sei agora". Ryan Lochte revelou em setembro, durante uma entrevista com a New York Magazine, que havia filmado um episódio de 30 Rock. Ele disse: "Foi uma longa manhã. Fizemos várias tomadas, mas, sabe, foi divertido. Estar com Alec Baldwin no estúdio ... ele é um rapaz incrível. Óptimo ator. Adorei. Me diverti muito. E eu realmente não posso dizer sobre o que são [as cenas], mas foi sensacional." Na manhã do dia da gravação, 6 de setembro de 2012, Jack Burditt postou uma imagem de Fey e Lochte juntos no estúdio. Dean Winters repetiu o seu papel como Dennis Duffy no episódio "Mazel Tov, Dummies!". A imprensa reportou em novembro que Rebecca Mader iria aparecer na temporada. No início de dezembro, Ice-T publicou via Twitter que estava no estúdio a gravar uma cena para o último episódio da série. Seguido disto, veio uma imagem da porta do camarim do actor. Enquanto falava sobre a sua reacção à nomeação ao Golden Globe Award, Julliane Moore revelou à Associated Press que estava a gravar um episódio de 30 Rock. Ela já apareceu na quarta temporada do programa como Nancy Donovan, colega de escola de Jack.

## Transmissão e horário
A temporada será transmitida nas noites de quinta-feira a partir de 4 de outubro de 2012 às 20 horas em ponto (UTC-4). Neste horário também são transmitidas as séries The Big Bang Theory, American Idol e The X Factor. O Entertainment Weekly disse que os telespectadores terão que fazer uma decisão difícil entre 30 Rock e os outros programas e, então, abriu um questionário para os leitores. 56,02% dos leitores votaram a favor de The Big Bang Theory e 37,59% votou a favor de 30 Rock.

## Episódios
A temporada é composta por treze episódios e estreará a 4 de outubro de 2012 às vinte horas (UTC-4). O episódio final terá uma hora de duração.
Tina Fey disse que Kenneth e Hazel terão uma "coisa de namorado-namorada assexual" no início da temporada. Em agosto de 2012, o argumentista e produtor Jack Burditt publicou uma imagem via Twitter que mostra Fey a segurar um bebé. Esta imagem tornou-se um tópico de discussão na internet, como os fãs queriam saber se na imagem é Liz ou Fey e também se o que ela está a segurar em um bebé ou uma planta.
O episódio "There's No I in America" foi emitido um dia antes do previsto. A data original era quinta-feira 1 de novembro, mas foi transmitido na quarta-feira 31 de outubro de 2012 para substituir a série Animal Practice, que havia sido cancelada às pressas. No horário de quinta-feira em que 30 Rock é exibido, foi emitida uma repetição do reality show The Voice.
| N.º (série) | N.º (temp.) | Título                           | Realizador(a)        | Argumentista(s)                   | Transmissão original   | Cod. de produção | Telespectadores (em milhões) |
| --- | ----------- | -------------------------------- | -------------------- | --------------------------------- | ---------------------- | ---------------- | ---------------------------- |
| 126 | 1           | "The Beginning of the End"       | Don Scardino         | Jack Burditt                      | 4 de Outubro de 2012   | 701              | 3,46                         |
| Quando o TGS retorna do seu hiato, Liz Lemon (interpretada por Tina Fey) é alarmada sobre o alinhamento de programas mau e chocante de Jack. Jenna prepara-se para ser a última noiva, alistando uma Liz relutante para ser a sua dama-de-honor, e Kenneth e Hazel convidam Tracy para um jantar.                                                                                              |             |                                  |                      |                                   |                        |                  |                              |
| 127 | 2           | "Governor Dunston"               | Robert Carlock       | Robert Carlock                    | 11 de Outubro de 2012  | 702              | 3,40                         |
| Jack e Liz encontram-se em desacordo sobre uma sátira plítica do TGS. Criss e Liz fazem um aprofundamento surpreendente no seu relacionamento. Jenna, desencorjada pelas vendas decepcionantes do seu êxito de dança do verão, fica animadíssima por saber que a mãe de Kenneth (Catherine O’Hara) e o namorado dela (Bryan Cranston) ainda compram música.                                    |             |                                  |                      |                                   |                        |                  |                              |
| 128 | 3           | "Stride of Pride"                | Michael Engler       | Tina Fey                          | 18 de Outubro de 2012  | 703              | 3,04                         |
| Liz fica ocupadíssima com ambas as suas estrelas como tenta proteger Jenna de reportéres maliciosos e entra em conflito com Tracy devido a um tweet ofensivo. Jack testa uma nova técnica de namorisco. |             |                                  |                      |                                   |                        |                  |                              |
| 129 | 4           | "Unwindulax"                     | James E. Sheridan    | Matt Hubbard                      | 25 de Outubro de 2012  | 704              | 3,13                         |
| Liz e Jack encontram-se em um impasse político, como estão a batalhar para influenciar votantes para a próxima eleição presidencial. À medida que Jenna segue grandes caminhos para agradar a sua base de fãs, os argumentistas procuram novas maneiras de gozar com ela. |             |                                  |                      |                                   |                        |                  |                              |
| 130 | 5           | "There's No I in America"        | John Riggi           | Josh Siegal & Dylan Morgan        | 31 de Outubro de 2012  | 705              | 3,60                         |
| Apercebendo-se que Jenna poderia decidir a eleição presodencial, Liz e Jenna encenam um debate para ganharem o seu apoio e os seus seguidores. Kenneth vira-se para Tracy para informa-se sobre como ser um votante informado, enquanto Pete tenta recriar a magia da eleição de 2008. |             |                                  |                      |                                   |                        |                  |                              |
| 131 | 6           | "Aunt Phatso vs. Jack Donaghy"   | Don Scardino         | Luke Del Tredici                  | 15 de Novembro de 2012 | 706              | 3,34                         |
| Tracy e Jack entram em uma batalha de inteligência após Tracy descrever Jack como um vilão em seu último projecto. Seguindo um concelho de Jack, Liz coloca as suas necessidades à frente das do TGS. Jenna tenta defender Kenneth da manipulação de Hazel mas o seu próprio egoísmo mete-se no caminho.                                                                                       |             |                                  |                      |                                   |                        |                  |                              |
| 132 | 7           | "Mazel Tov, Dummies!"            | Beth McCarthy-Miller | Tracey Wigfield                   | 29 de Novembro de 2012 | 707              | 3,61                         |
| Após um encontro com Dennis Duffy (Dean Winters), Liz e Criss decidem tomar uma medida drástica para iniciarem uma família. À medida que Liz olha para o seu futuro, Jack e Jenna avaliam o seu próprio valor, e Tracy lamenta um diagnóstico médico chocante. |             |                                  |                      |                                   |                        |                  |                              |
| 133 | 8           | "My Whole Life Is Thunder"       | Linda Mendoza        | Jack Burditt & Colleen McGuinness | 6 de Dezembro de 2012  | 708              | 3,22                         |
| Jenna fica com inveja de Liz por esta ter-se casado antes do seu casamento surpresa. Jack é visitado pela sua mãe, que se encontra em um estado de saúde debilitado. Tracy decide confortar Kenneth aquando do despedimento da sua namorada. |             |                                  |                      |                                   |                        |                  |                              |
| 134 | 9           | "Game Over"                      | Ken Whittingham      | Robert Carlock & Sam Means        | 10 de Janeiro de 2013  | 709              | 3,79                         |
| Jack recruta Devon Banks (Will Arnett) para ser seu aliado em um plano elaborado para desacreditar a sua nemesis adolescente e futura CEO da KableTown, Kaylie Hooper (Chlöe Grace Moretz). Liz explora as suas opções para tornar-sw mãe enquanto Tracy tenta dirigir Octavia Spencer no seu novo filme.                                                                                      |             |                                  |                      |                                   |                        |                  |                              |
| 135 | 10          | "Florida"                        | Claire Cowperthwaite | Tom Ceraulo & Matt Hubbard        | 17 de Janeiro de 2013  | 710              | 3,44                         |
| Jack encoraja Liz a ser espontânea e acompanhá-lo em uma viagem à Flórida, onde eles descobrem um segredo chocante da mãe dele. Na ausência de Liz, Tracy e Jenna assumem a responsabilidade do TGS, o que traz resultados desastrosos para Kenneth. |             |                                  |                      |                                   |                        |                  |                              |
| 136 | 11          | "A Goon's Deed in a Weary World" | Jeff Richmond        | Lang Fisher & Nina Pedrad         | 24 de Janeiro de 2012  | 711              | 3,81                         |
| À medida que ela e Criss recebem notícias familiares inesperadas, Liz tenta reunir o seu pessoal para salvar o TGS. Tracy e Jenna começam a fazer planos para as suas carreiras fora do programa, enquanto Kenneth interfere no encontro entre Jack com um novo presidente da NBC. |             |                                  |                      |                                   |                        |                  |                              |
| 137 | 12          | "Hogcock!"                       | Beth McCarthy-Miller | Jack Burditt & Robert Carlock     | 31 de Janeiro de 2012  | 712              | 4,88                         |
| No episódio final da série, Liz tem dificuldades em ser uma mãe-que-fica-em-casa enquanto Jack faz um balanço da sua vida. Tracy batalha sem a constante atenção de Kenneth à medida que o ex-estagiário estabelece-se no seu novo emprego como o novo Presidente da NBC. Jenna prepara uma canção emocional de despedida, enquanto o elenco e a equipa reúne-se para o episódio final do TGS. |             |                                  |                      |                                   |                        |                  |                              |
| 138 | 13          | "Last Lunch"                     | Beth McCarthy-Miller | Tina Fey & Tracey Wigfield        | 31 de Janeiro de 2012  | 713              | 4,88                         |
| No episódio final da série, Liz tem dificuldades em ser uma mãe-que-fica-em-casa enquanto Jack faz um balanço da sua vida. Tracy batalha sem a constante atenção de Kenneth à medida que o ex-estagiário estabelece-se no seu novo emprego como o novo Presidente da NBC. Jenna prepara uma canção emocional de despedida, enquanto o elenco e a equipa reúne-se para o episódio final do TGS. |             |                                  |                      |                                   |                        |                  |                              |

## Promoção e publicidade
O Entertainment Weekly publicou em agosto de 2012 uma lista dos personagens que deveriam voltar a aparecer na sétima temporada do seriado. Eles são: Kathy Geiss (Marceline Hugot), Jeffrey Weinerslav (Todd Buonopane), Wesley Snipes (Michael Sheen) e todos os personagens interpretados por Rachel Dracth.